# Edward Berger
Edward Berger (Wolfsburg, 25 juni 1970) is een Oostenrijks-Zwitserse filmregisseur en scenarioschrijver.
Berger werd geboren in West-Duitsland en heeft zowel de Zwitserse nationaliteit van zijn moeder als de Oostenrijkse nationaliteit van zijn vader. Hij studeerde af aan het Theodor-Heuss-Gymnasium in Wolfsburg; daarna studeerde van 1990 tot 1991 aan de Hochschule für Bildende Künste Braunschweig en vervolgde zijn studie aan de Tisch School of the Arts van de New York-universiteit, waar hij in 1994 afstudeerde. Berger deed zijn eerste werkervaring op bij het Amerikaanse onafhankelijke productiebedrijf Good Machine, waar hij onder andere werkte aan films van Ang Lee en Todd Haynes. 
In 1998 regisseerde Berger zijn eerste speelfilm Gomez - Kopf oder Zahl gebaseerd op zijn eigen scenario. In 2001 volgde hij de film op met zijn tweede, Frau2 sucht HappyEnd. In deze periode was hij ook actief als regisseur en scenarioschrijver voor veel Duitse televisieprogramma's. In 2012 werd zijn televisiefilm Ein guter Sommer bekroond met de Grimme-Preis, de grootste prijs voor Duitse televisieproducties. 
Zijn grote Duitse doorbrak kwam toen zijn film Jack werd geselecteerd voor de officiële competitie op het Internationaal filmfestival van Berlijn. Sinds augustus 2014 regisseerde Berger de achtdelige televisieserie Deutschland 83, waarvoor hij een International Emmy Award won. In 2018 regisseerde hij de Engelstalige miniserie Patrick Melrose, met Benedict Cumberbatch, waarvoor hij zijn eerste BAFTA Award won voor Beste Miniserie. In 2019 ging zijn film All My Loving in première op het filmfestival van Berlijn.
In 2022 brak Berger internationaal door met de film Im Westen nichts Neues die hij voor Netflix regisseerde en schreef. De film ging in première op het Internationaal filmfestival van Toronto en ontving lovende kritieken. De film was genomineerd voor 9 Oscars waaronder de Oscar voor beste film. De film was een nog groter succes bij de BAFTA Awards waar het de prijs voor beste film en regisseur won.
Zijn Engelstalige filmdebuut Conclave naar het gelijknamige boek van Robert Harris en met in de hoofdrol Ralph Fiennes ging in 2024 in première op het film festival van Toronto en kreeg wereldwijd een goede ontvangst.

## Filmografie
- Gomez - Kopf oder Zahl (1998)
- Frau2 sucht HappyEnd (2001)
- Jack (2014)
- All My Loving (2019)
- Im Westen nichts Neues (2022)
- Conclave (2024)